# Athyrium rubripes
Athyrium rubripes là một loài thực vật có mạch trong họ Woodsiaceae. Loài này được (Kom.) Kom. miêu tả khoa học đầu tiên năm 1931.